# Île de la Fourche
L'Île de la Fourche est un toponyme de la commune de Bouguenais, dans le département français de la Loire-Atlantique. Il ne s'agit pas d'une île à proprement parler, mais d’une zone remblayée des bords de Loire grâce aux sables issus du dragage du lit du fleuve.

## Présentation
L'Île de la Fourche se situe entre le quartier de Port Lavigne et la  base de plein air et de loisirs de La Roche Ballue.

### Historique
La formation de l'île de la Fourche est artificielle : après la Seconde Guerre mondiale, un cordon sableux est aménagé sur la rive gauche de la Loire. Officiant comme une passoire, il retient les produits de dragage du fleuve, composés principalement de sable, et laisse les eaux s'écouler dans le fleuve, ce qui permet le drainage et l'assèchement progressif de la zone remblayée. Les terres ainsi gagnées sur la Loire ne constituent pas une île fluviale comme le nom pourrait le laisser croire, ces dernière étant simplement bordées par les eaux du fleuve et non cernées.

### Intérêt environnemental
Les conditions écologiques de cet ensemble sont proches de celles des dunes littorales : le sol y est d'une grande perméabilité, très facilement érodable et se caractérise par des variations de température importantes. Ce milieu sec contraste avec la Loire et les marais environnants. Il favorise la couverture végétale par des pelouses et des plantes naines. Des graminées (principalement des Bromus) dominent l'ensemble. La partie Est de l'île présente quant à elle des tapis ras d'orpins blancs. Les autres espèces végétales présentes sur site concernent la petite luzerne, saponaire officinale, centaurée noire, chondrille joncée, le panicaut champêtre, le plantain des sables ou orpin âcre ou l'orpin des rochers. Le bas des pentes est propice à l'implantation d'arbustes, ronces, églantiers. La lisière humide du site est occupée par des arbres, seul un peuplier noir de grande taille a poussé sur la butte.
L'île de la Fourche offre un habitat au lapin de garenne et à différentes espèces d'oiseaux : faucon crécerelle, pigeon ramier, grive musicienne, étourneau sansonnet, hypolaïs polyglotte, corneille noire ont installé leur nid dans les arbres et arbustes bordant l'île, tandis que des hirondelles de rivage creusent leur terrier dans les fronts de tailles fraîchement constitués. Les insectes et autres ressources alimentaires dont ils ont besoin sont présents dans la végétation rase du site. La pie-grièche écorcheur est l'occupant le plus remarquable en raison de sa raréfaction. Cet oiseau migrateur est une espèce protégée sensible au dérangement. Il transporte les insectes qu'il attrape dans son « garde-manger » et les empale sur l'épine d'un arbuste pour les dépecer plus facilement. Il pourra aussi les garder en réserve pour les jours suivants si les conditions météorologiques rendent la chasse difficile.

## Galerie

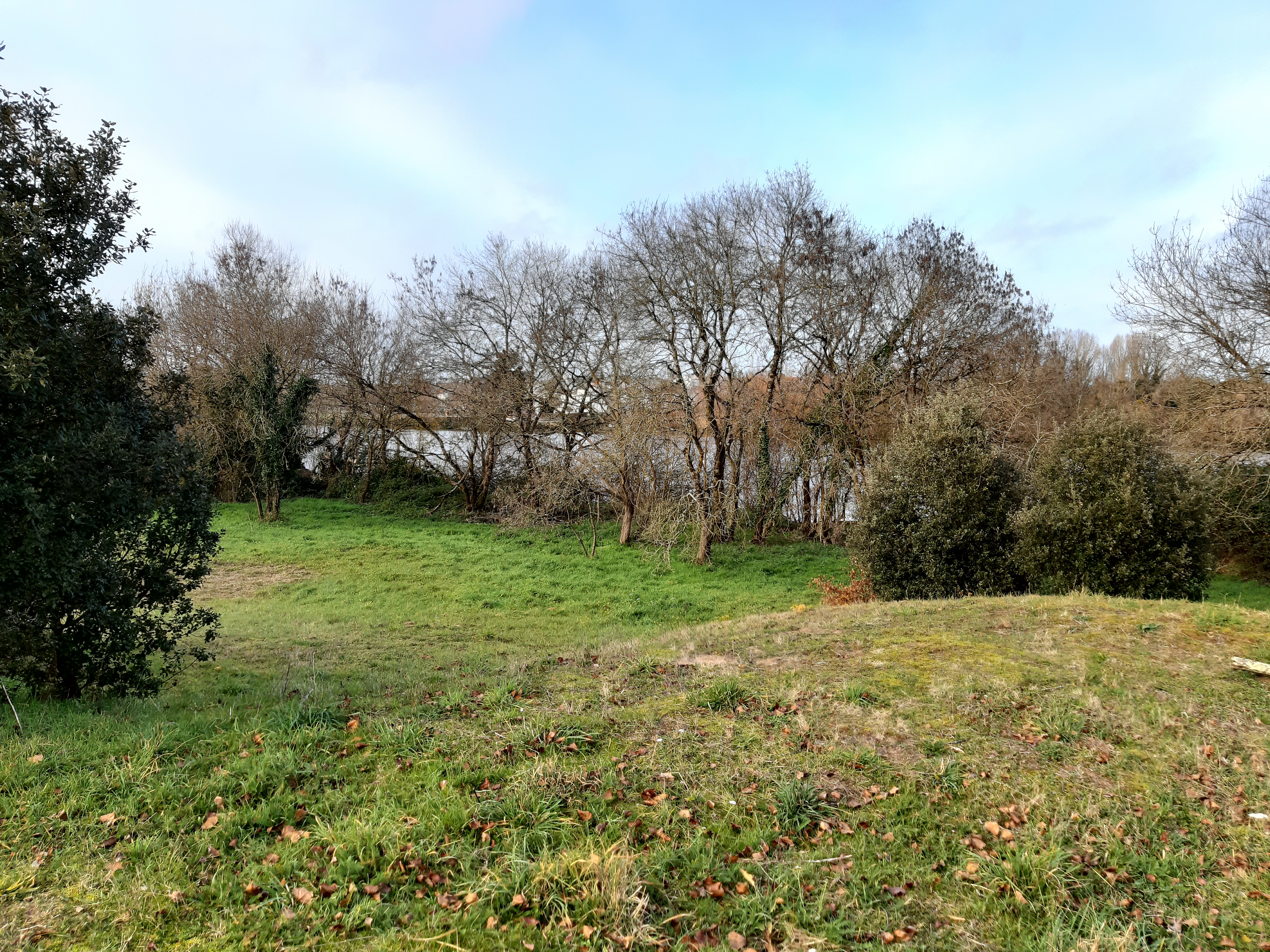
Vue partielle de l'île de la Fourche
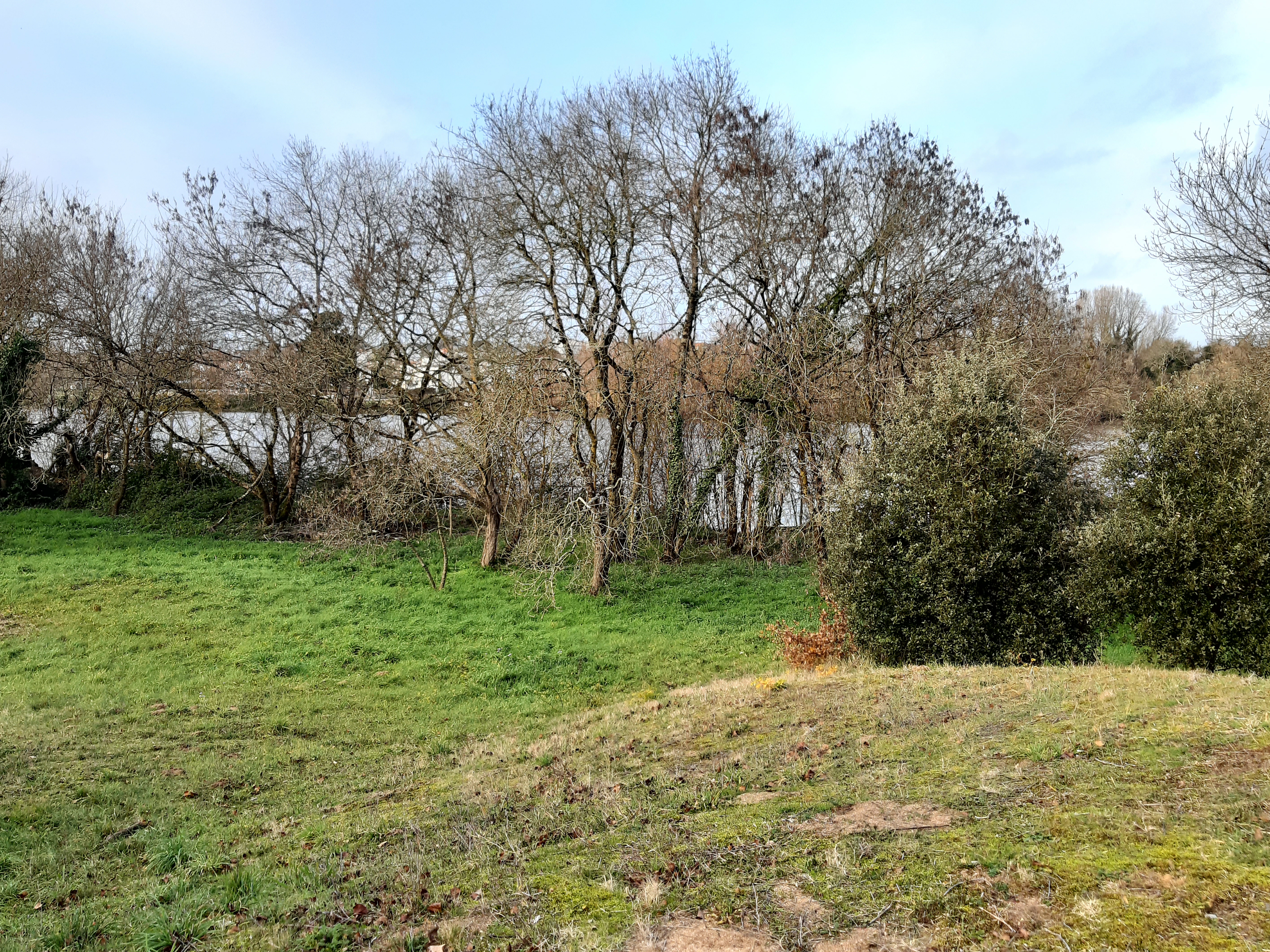
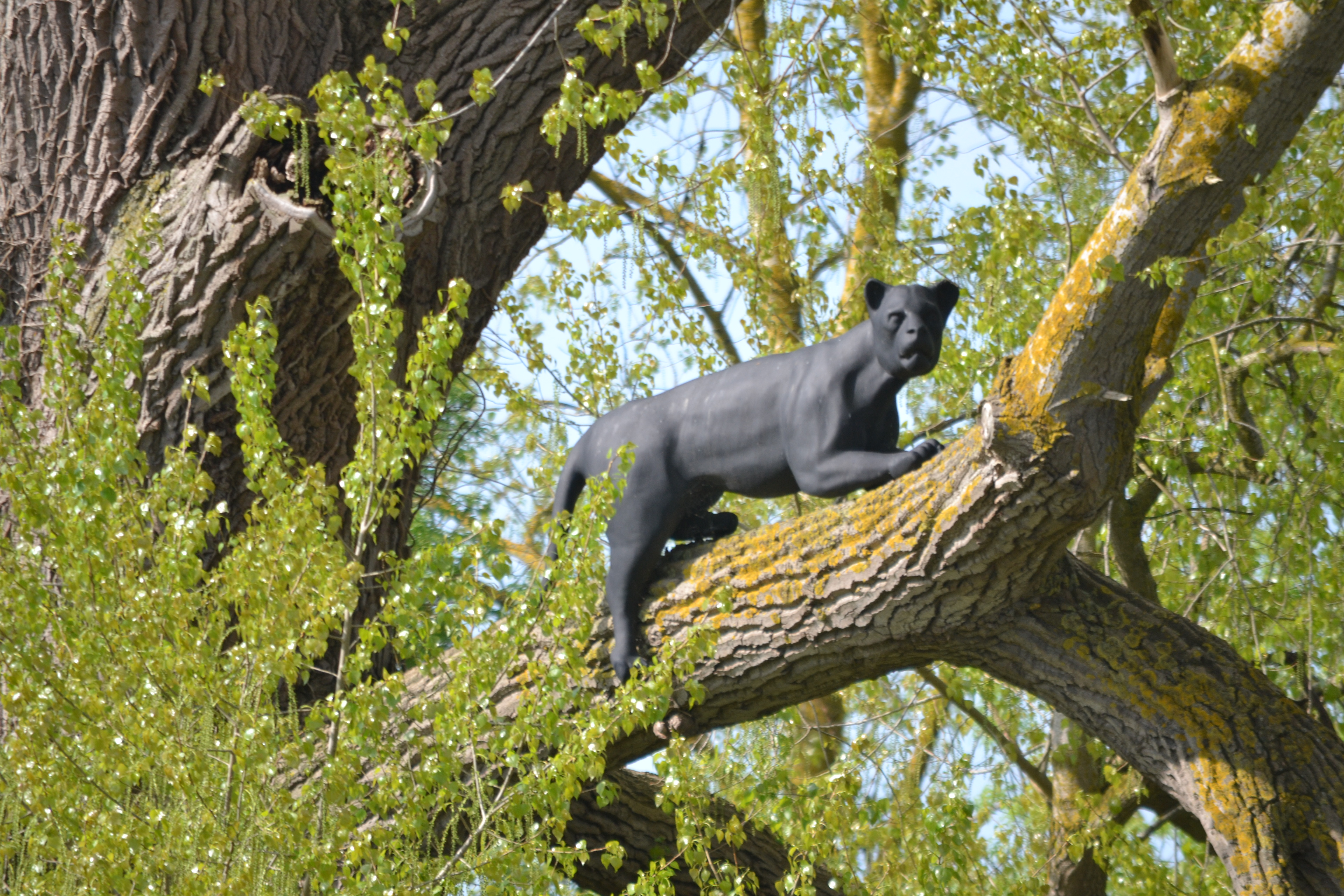
Œuvre de Sarah Sze réalisée pour Estuaire 2012.